# Wyższa Szkoła Oficerska Inżynierii Wojskowej
Wyższa Szkoła Oficerska Inżynierii Wojskowej im. gen. Jakuba Jasińskiego (WSOIW)  we Wrocławiu – uczelnia wojskowa Sił Zbrojnych PRL i III Rzeczypospolitej. Kształciła podchorążych, początkowo saperów, od 1944 do 1994.

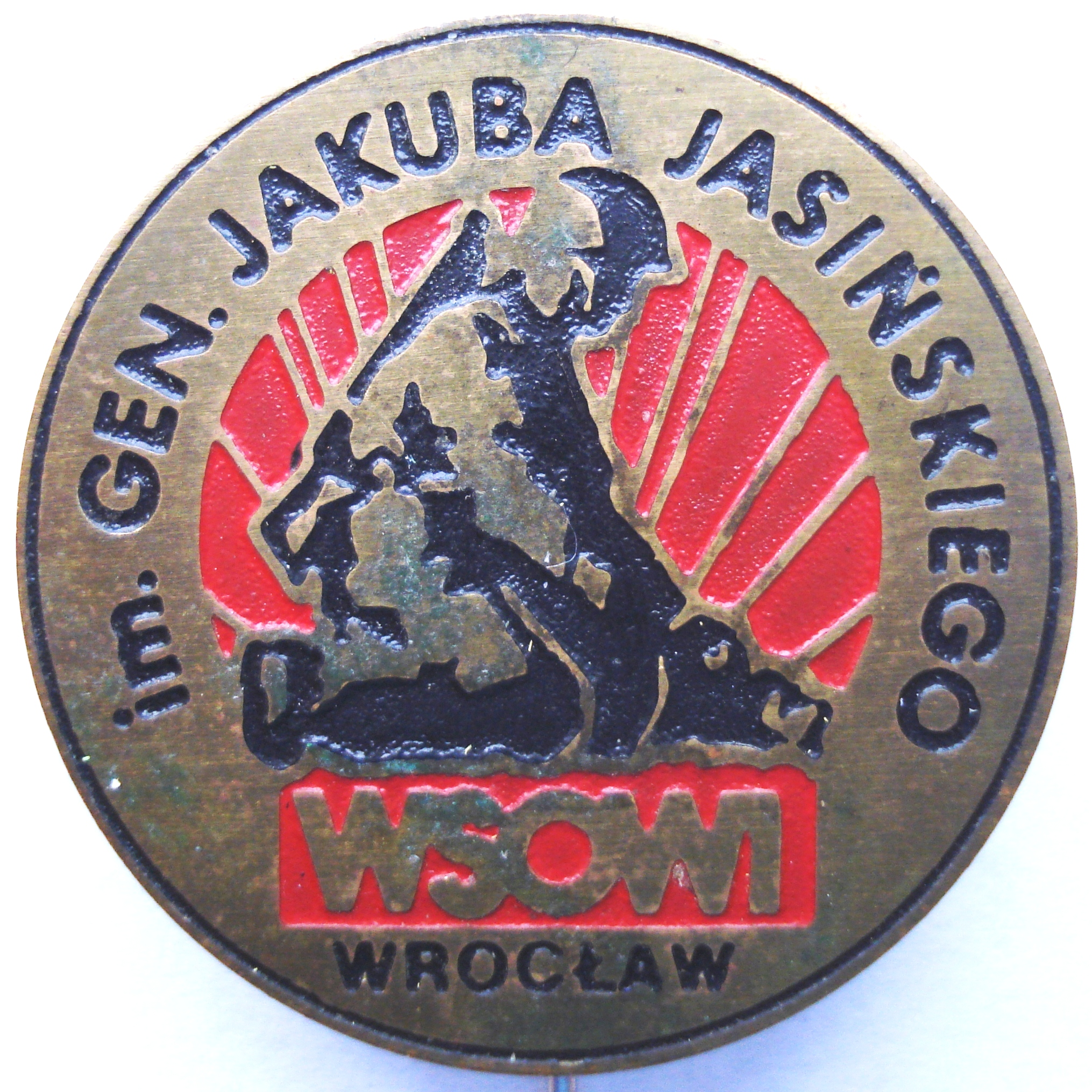
Odznaka okolicznościowa

## Historia szkoły
Szkołę utworzono na podstawie rozkazu Naczelnego Dowódcy WP z 19 października 1944 w Przemyślu jako Oficerską Szkołę Saperów. Do jej sformowania wykorzystano kadrę i sprzęt Miczurińskiej Szkoły Saperów i oddziału saperskiego Centralnej Szkoły Podchorążych WP w Riazaniu. Etatowo szkoła miała 1200 podchorążych. Pierwsza promocja odbyła się 29 kwietnia 1945. Szkołę ukończyło wówczas 290 absolwentów.
Od 15 sierpnia do 1 września 1946 szkoła została dyslokowana do Wrocławia, gdzie w 1947 zmieniła nazwę na Oficerską Szkołę Inżynieryjno-Saperską. Po zakończeniu II wojny światowej słuchacze brali udział w odbudowie wrocławskich mostów oraz odgruzowywaniu i przebudowie najważniejszych placów m.in. Plac Grunwaldzki, Plac Dominikański i Plac 1 Maja.
W 1951 zmieniono nazwę szkoły na Oficerską Szkołę Inżynierii, a w 1953 na Oficerską Szkołę Wojsk Inżynieryjnych. Rok później szkole nadano imię gen. Jakuba Jasińskiego.
We wrześniu 1967 szkoła otrzymała status uczelni i zmieniała nazwę na Wyższą Szkołę Oficerską Wojsk Inżynieryjnych (WSOWInż).
Podstawowym zadaniem szkoły było kształcenie oficerów dowódców wojsk inżynieryjnych. Absolwenci oprócz mianowania na pierwszy stopień oficerski otrzymywali dyplom inżyniera wojskowego w specjalnościach: inżynieria wojskowa, budowa dróg i mostów, budowa linii i mostów kolejowych oraz budowa i utrzymanie lotnisk.
W 1970 w szkole rozpoczęto kształcenie podchorążych na profilu politycznym. Absolwenci tego kierunku kończyli studia zawodowe w zakresie nauk społeczno-politycznych. Przy WSOWInż powstała również Szkoła Chorążych Wojsk Inżynieryjnych i Komunikacji. W 1973 r. utworzono tam Szkołę Oficerów Rezerwy (SOR), którą w 1980 przemianowano na Szkołę Podchorążych Rezerwy.
Po przemianach ustrojowych, w 1990 szkoła przejęła także kształcenie oficerów – dowódców pododdziałów wojsk chemicznych w miejsce rozformowanej krakowskiej Wyższej Szkoły Oficerskiej Wojsk Chemicznych. Z tego względu ponownie zmieniono nazwę szkoły na Wyższą Szkołę Oficerską Inżynierii Wojskowej.
W 1994 szkoła została połączona ze znajdującą się we Wrocławiu Wyższą Szkołą Oficerską Wojsk Zmechanizowanych w Wyższą Szkołę Oficerską im. Tadeusza Kościuszki. Rok ten przyjmuje się za zakończenie działalności uczelni jako samodzielnej jednostki.
W latach 2004–2010 na terenie WSOIW działała Szkoła Podoficerska Wojsk Lądowych we Wrocławiu kształcąca podoficerów specjalności inżynieryjno-saperskich, przeciwchemicznych i aeromobilnych (kawalerii).
Obecnie (od 1 stycznia 2009 roku) na terenie WSOIW (w kompleksie poniemieckich koszar przy ul Obornickiej) znajduje się Centrum Szkolenia Wojsk Inżynieryjnych i Chemicznych, a także jedyne w Polsce Muzeum Wojsk Inżynieryjnych.

## Nazwy szkoły w ciągu 60 lat działalności
| Nazwa                                        | Rok nadania nazwy |
| -------------------------------------------- | ----------------- |
| Oficerska Szkoła Saperów                     | 1944              |
| Oficerska Szkoła Inżynieryjno-Saperska       | 1947              |
| Oficerska Szkoła Inżynieryjna                | 1951              |
| Oficerska Szkoła Wojsk Inżynieryjnych        | 1953              |
| Wyższa Szkoła Oficerska Wojsk Inżynieryjnych | 1967              |
| Wyższa Szkoła Oficerska Inżynierii Wojskowej | 1990              |

## Komendanci
Oficerska Szkoła Saperów
- płk gw. Arkadiusz Furaszew XI 1944 – I 1946
- gen. bryg. Jan Gaber I 1946 – XI 1947

Oficerska Szkoła Inżynieryjno-Saperska
- gen. bryg. Bronisław Lubański XI 1947 – V 1952

Oficerska Szkoła Inżynierii
- p.o. płk inż. Michał Jewsiejew V – XII 1952

Oficerska Szkoła Wojsk Inżynieryjnych
- płk inż. Aleksy Kozłow XII 1952 – I 1955
- ppłk Telesfor Kuczko I 1955 – X 1956
- p.o. płk Adam Szegidewicz X 1956 – III 1957
- płk Jan Budziszewski IV 1957 – I 1964
- płk Telesfor Kuczko I 1964 – VIII 1966
- płk inż. Jan Iwaszko* VIII – XII 1966

Wyższa Szkoła Oficerska Wojsk Inżynieryjnych
- płk dypl. inż. Adam Szegidewicz I 1967 – XII 1972
- gen. bryg. inż. Telesfor Kuczko XII 1972 – III 1974
- gen. bryg. mgr inż. Zdzisław Barszczewski III 1974 – XII 1981
- p.o. płk dypl. mgr Michał Szpak XII 1981 – IV 1982
- gen. bryg. mgr inż. Zdzisław Barszczewski IV – XI 1982
- p.o. płk dypl. mgr Michał Szpak XII 1982 – IV 1983
- gen. bryg. dr Leonard Boguszewski IV 1983 – X 1990

Wyższa Szkoła Oficerska Inżynierii Wojskowej
- gen. bryg. mgr inż. Józef Rzemień X 1990 – IX 1994